# ممدیوسف جعفراف
ممدیوسف جعفراف حاجی‌بابا اغلو (به ترکی استانبولی: Məmməd Yusif Cəfərov Hacıbaba oğlu) (متولد ۱ آوریل ۱۸۸۵ جمهوری آذربایجان؛ مرگ ۱۵ مه ۱۹۳۸) سیاستمدار آذربایجانی بود. جعفراف در ۱۴ مارس در باکو به دنیا آمد. او برادر کوچکتر روزنامه‌نگار و استاد دانشگاه، علی اسکندر جعفرزاده بود. او بعد از تکمیل تحصیلاتش در دبیرستان، حقوق را در دانشگاه ایالتی مسکو تحصیل کرد. او یکی از سازماندهندگان منظم کنسرت‌های قومی آذربایجان و یکی از مؤسسان سازمان آذربایجانی‌های تبعیدی بود.

## زندگی‌نامه
محمدیوسف جعفرف در ۱۴ ماه مارس در باکو زاده شد. وی برادر کوچک‌تر «علی‌اسگندر جعرف‌زاده»، پروفسور و روزنامه‌نگار به‌نام آذربایجانی بود. بعد از آنکه مدرسه را پشت سر گذاشت، وارد دانشگاه دولتی مسکو شد که در سال ۱۹۱۲، از رشته حقوق این دانشگاه دانش‌آموخته گردید. وقتی که در مسکو به سر می‌برد، به‌طور منظم کنسرت‌های موسیقی آذربایجانی برگزار می‌کرد و در تأسیس دیاسپورای آذربایجانیان حضور فعالی داشت.

## کارنامه سیاسی

### امپراتوری روسیه
در سال ۱۹۱۲، زمانی که دومای ۴ امپراتوری روسیه تشکیل شد، محمدیوسف جعفرف به عنوان نماینده استان‌های مردم مسلمان باکو، گنجه و ایروان بدان دوما راه یافت. هنگامی که در سن پترزبورگ به سر می‌برد، به عضویت «حزب دموکراتیک مشروطه» درآمد.
او تا پایان دوران نمایندگی خود در دوما، به‌طور پیوسته موضع تندی علیه سیاست‌های مستعمره‌سازی حکومت تازی در آذربایجان می‌گرفته‌است. در روز ۹ مارس، بلافاصله پس از انقلاب فوریه، دولت موقت کمیته اصقصاد قفقاز جنوبی در دوما را تشکیل داد. جعفرف نیز عضو کمیته مسائل صنعتی و اقتصادی شد. در ۱۵ نوامبر سال ۱۹۱۷، وی به سکانداری «کمیساریا ماورای قفقاز» رسید.

### جمهوری دمکراتیک آذربایجان
در پی اعلان استقلال جمهوری دمکراتیک آذربایجان در روز ۲۸ ماه مه ۱۹۱۸، جعفرف به عنوان وزیر صنایع و تجارت در کابینه وزرایی که توسط نخست‌وزیر فتحعلی‌خان خویسکی تشکیل شده بود، منصوب شد. بعد از انحلال اولین هیئت دولت که باعث شد او از سمت خود کناره‌گیری نماید، محمدیوسف جعفرف به عنوان دیپلمات آذربایجان راهی گرجستان شد و برای مدتی در آنجا فعالیت داشت. در ۱۴ مارس سال ۱۹۱۹، وی در کابینه وزرای جدید نصیب بیگ یوسف بیگلی سکان هدایت وزارت امور خارجه را در دست گرفت.
وی به فعالیت‌های خستگی ناپذیر خود در تبلیغ اطلاعات مربوط به آذربایجان در میان جامعه بین‌الملل معروف است. جعفرف در اکتبر ۱۹۱۹، به حزب مساوات پیوست. در دسامبر همان سال، پس از انحلال کابینه دولت نصیب بیگ یوسف بیگلی، او از پست خود به عنوان وزیر خارجه استعفا داد. در فوریه سال ۱۹۲۰، به سمت معاونت رئیس مجلس ملی گماشته شد. به دلیل قیبت رئیس مجلس، علیمردان توپچوباشوف، محمدیوسف جعفرف به عنوان نماینده آذربایجان در کنفرانس صلح پاریس (۱۹۱۹) حضور یافت و موفق به برسمیت شناخته شدن دیپلماتیک جمهوری دمکراتیک آذربایجان از سوی «شورای قدرت‌های متحد» گردید. او تا روز ۲۷ آوریل سال ۱۹۲۰، زمانی که بلشویک‌ها آذربایجان را تصرف کردند، به عنوان کفیل سخنگوی دولت و رئیس هیئت دولت فعالیت کرد. اسناد مرتبط با تسلیم مسالمت آمیز جمهوری دمکراتیک آذربایجان به بلشیک‌ها را او امضاء کرد.

### شوروی
پس از استقرار نظام شوروی در آذربایجان، محمدیوسف جعفرف از سیاست کناره‌گیری نمود و به عنوان مشاور شراب سازی و تراست‌های تولید محصولات پنبه اشتغال پیادا کرد.
او در ۱۵ ماه مه سال ۱۹۳۸ در باکو درگذشت.